# Marcia d'amore/Per dirti t'amo
Marcia d'amore/ Per dirti t'amo è un 45 giri del cantautore emiliano Pierangelo Bertoli, pubblicato nel 1973. 

## Descrizione
Pubblicato come supplemento al settimanale "Servire il popolo" N. 47 anno 6°, contiene due canzoni che in seguito verranno reincise da Bertoli, Marcia d'amore nel 45 giri successivo e Per dirti t'amo negli album Roca Blues e Eppure soffia.

## Le tracce
Testi e musiche di Pierangelo Bertoli.
1. Marcia d'amore
2. Per dirti t'amo